# Campeonato Gaúcho de Futebol de 1941
O Campeonato Gaúcho de Futebol de 1941 foi a 21ª edição da competição no Estado do Rio Grande do Sul. Os campeões das regiões continuavam jogando entre si para definir o título. O Internacional foi o campeão deste ano.

## Participantes
| Equipe        | Cidade       | Classificação                 | Participação |
| ------------- | ------------ | ----------------------------- | ------------ |
| Internacional | Porto Alegre | Campeão da Região Nordeste    | 5ª           |
| Rio Grande    | Rio Grande   | Campeão da Região Sul/Litoral | 2ª           |
| Riograndense  | Passo Fundo  | Campeão da Região Serra       | 1ª           |
| Riograndense  | Santa Maria  | Campeão da Região Centro      | 11ª          |

* O Bagé, campeão da Região Fronteira, desistiu do campeonato.

## Tabela

### Semifinais
| 23 de janeiro de 1942 | Internacional                                      | 7 – 1 | Riograndense-PF | Baixada, Porto Alegre (RS) |
|                       | Russinho · Vilalba · Castillo · Carlitos · Brandão |       | Gol marcado     |                            |

| 25 de janeiro de 1942 | Rio Grande                | 2 – 1 | Riograndense |  |
|                       | Gol marcado · Gol marcado |       | Gol marcado  |  |

### Finais
| 28 de janeiro de 1942 | Internacional                                               | 9 – 2 | Rio Grande                | Baixada, Porto Alegre (RS) |
|                       | Vilalba · Russinho · Tesourinha · Rui Motorzinho · Carlitos |       | Gol marcado · Gol marcado |                            |

| 1º de fevereiro de 1942 | Internacional                   | 6 – 2 | Rio Grande      | Timbaúva, Porto Alegre (RS) |
|                         | Vilalba · Tesourinha · Carlitos |       | Ernesto · Butel | Árbitro: Palmeira           |

|  | Internacional | Rio Grande |

| INTERNACIONAL: |  |                |
|                |  |                |
| G              |  | Júlio          |
| Z              |  | Alfeu          |
| Z              |  | Álvaro         |
| M              |  | Brandão        |
| M              |  | Assis          |
| M              |  | Ávila          |
| A              |  | Tesourinha     |
| A              |  | Russinho       |
| A              |  | Vilalba        |
| A              |  | Rui Motorzinho |
| A              |  | Carlitos       |
| Treinador:     |  |                |
| Vormi Bocorni  |  |                |

| RIO GRANDE:   |  |          |  |
|               |  |          |  |
| G             |  | Zequinha |  |
| Z             |  | Clóvis   |  |
| Z             |  | Rodolpho |  |
| M             |  | Rabana   |  |
| M             |  | Chinês   |  |
| M             |  | Scala    |  |
| A             |  | Hermes   |  |
| A             |  | Butel    |  |
| A             |  | Nestor   |  |
| A             |  | Humberto |  |
| A             |  | Ernesto  |  |
| Substituição: |  |          |  |
| Treinador:    |  |          |  |
|               |  |          |  |

| Gauchão 1941                      |
| --------------------------------- |
| Internacional Campeão (4º título) |